# Geografie van Canada

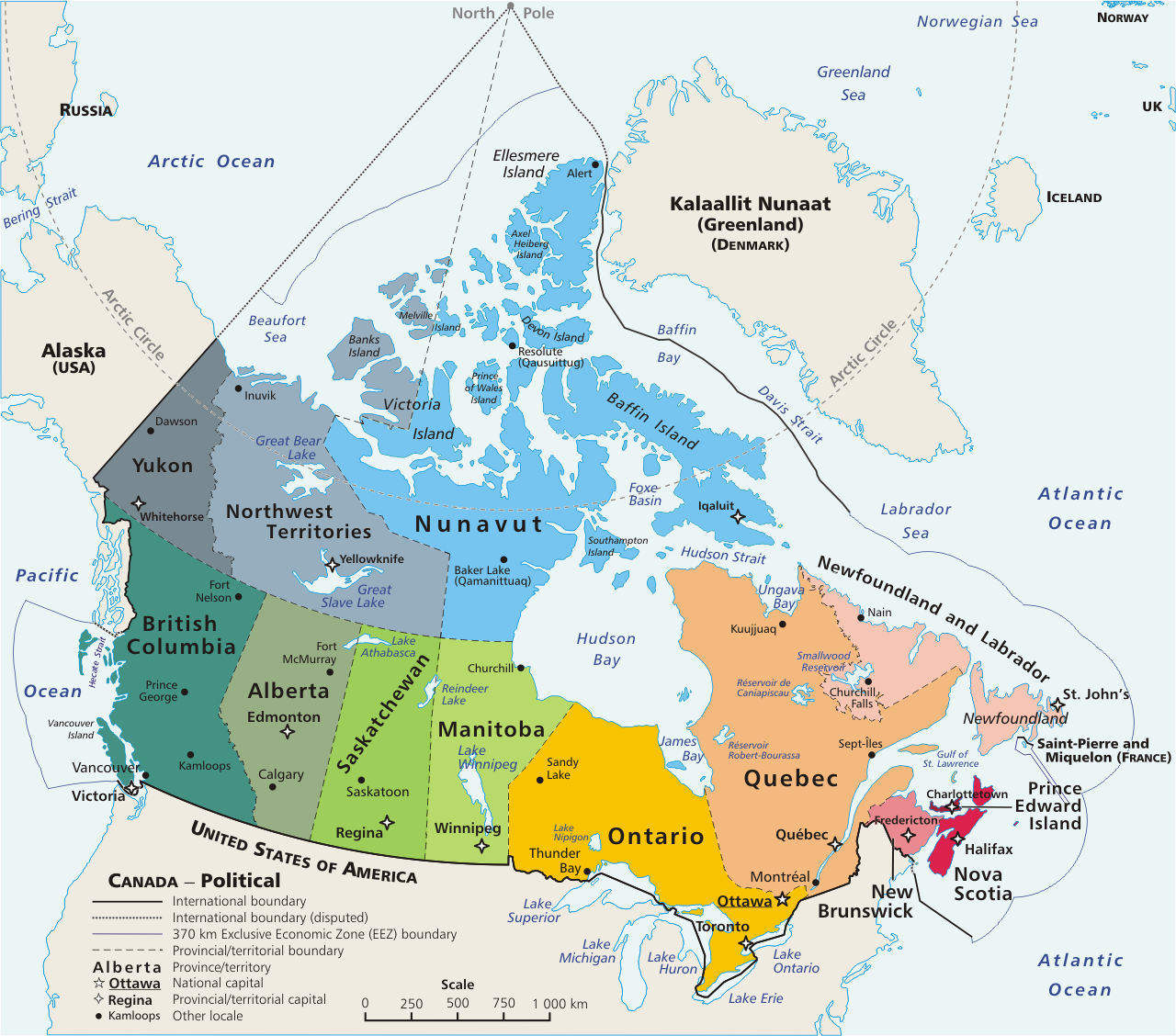
Geopolitieke kaart van Canada

De geografie van Canada verspreidt zich over een heel uitgestrekt en divers gebied. Canada neemt een aanzienlijk deel van Noord-Amerika in beslag (41% van het gehele continent) en is qua oppervlakte op Rusland na het grootste land ter wereld.
Canada strekt zich uit tussen de Grote Oceaan in het westen, de Atlantische Oceaan in het oosten en de Noordelijke IJszee in het noorden (vandaar de Canadese nationale wapenspreuk "Van zee tot zee" (A mari usque ad mare)). Voorts grenst het land in het zuiden aan de Verenigde Staten en aan de eveneens Amerikaanse staat Alaska in het noordwesten. Groenland ligt net ten noordoosten van Canada. Nabij de zuidelijke kust van Newfoundland ligt Saint-Pierre en Miquelon, een Franse overzeese collectiviteit. Sinds 1925 eist Canada het deel van de poolgebieden op tussen 60°W en 141°W lengte tot aan de noordpool. Deze aanspraak wordt internationaal niet erkend.
Het land bestaat uit een oppervlakte van 9.984.670 km² (waarvan 9.093.507 km² land en 891.163 km² water), waarmee het bijna 139 keer groter is dan België en Nederland samen. Wat betreft de totale oppervlakte is Canada iets groter dan zowel de Verenigde Staten als de Volksrepubliek China.
De noordelijkste nederzetting in Canada (en de wereld) is een basis van de Canadese strijdkrachten. Deze bevindt zich net ten noorden van Alert in het territorium Nunavut aan de noordelijke punt van Ellesmere Island (lengtegraad 82,5°N) op 834 km van de noordpool.
De geomagnetische noordpool bevindt zich binnen het arctische territorium dat de Canada opeist.

## Fysische geografie
Canada beslaat uit een gebied van 9.984.670 km² en beschikt over een hele reeks van geoklimatologische regio's met daarnaast een heel uitgestrekt maritiem terrein en, met 202 080 km lengte, de langste kustlijn ter wereld. De fysische geografie van Canada is zeer gevarieerd. Talrijk aanwezig over heel het land zijn de taiga's. IJs is voornamelijk terug te vinden in de noordelijke arctische streken en de Rocky Mountains en Boreale wouden bevinden zich in heel het land, waaronder het arctische gebied, de Coast Mountains en het Sint-Eliasgebergte. Het relatief vlakke gebied van de Canadese Prairies is geschikt voor landbouwactiviteiten. De Grote Meren voeden de Saint Lawrence (in het zuidoosten) en hier bevindt zich het laagland waar een groot deel van de Canadese bevolking woont.

### Appalachen
De Appalachen is een bergketen die zich uitstrekt van Alabama in de Zuidelijke Verenigde Staten tot het schiereiland Gaspésie en de Atlantische Provincies, met een aaneensluiting van heuvels die ingesneden zijn door riviervalleien. Het massief (meer bepaald de Notre Dame Mountains en de Long Range Mountains) is een oude en geërodeerde bergketen met een ouderdom van om en bij de 380 miljoen jaar. Noemenswaardige bergen in de Appalachen zijn de Mont Jacques-Cartier (Québec, 1268 m) en de Carleton (New Brunswick, 817 m). Bepaalde delen van de Appalachen beschikken over een rijke inheemse fauna en flora en worden verondersteld nunataks te zijn geweest gedurende het laatste glaciale tijdperk.

### De Grote Meren en het Laagland van Saint Lawrence

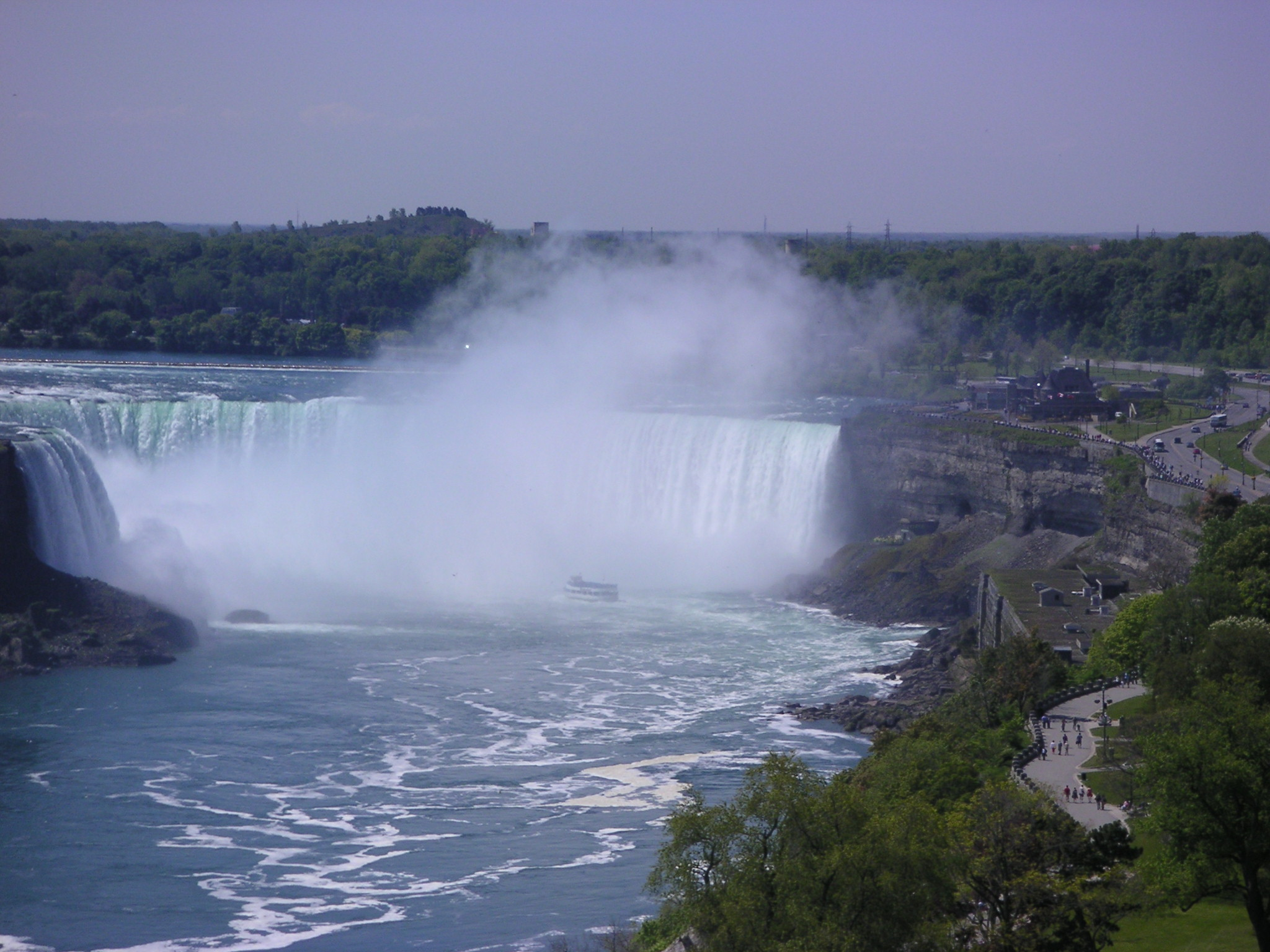
De Horseshoe Falls in Niagara Falls (Ontario), een van 's werelds grootste watervallen, een belangrijke bron voor hydro-elektrische kracht en een drukbezocht toeristisch trekpleister.

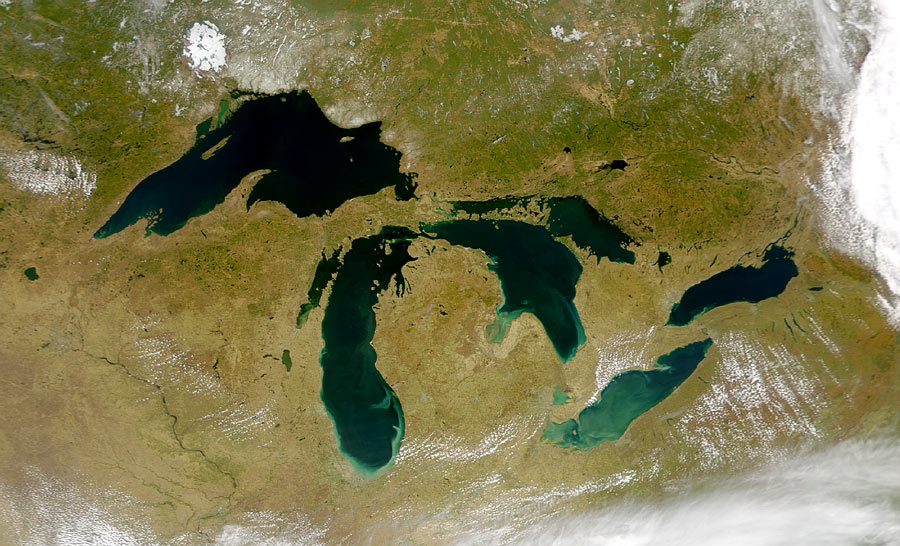
De Grote Meren vanuit de ruimte

De zuidelijke delen van Québec en Ontario, in het gebied van de Grote Meren (volledig begrensd door Ontario aan de Canadese zijde) en het bekken van de rivier de Saint Lawrence (vaak de Laaglanden van Saint Lawrence genoemd), is een vruchtbare vlakte van sedimenten. Voorafgaand aan de kolonisatie en de sterke stedelijke uitbreidingen van de twintigste eeuw was dit gebied bedekt met grootse gemengde wouden op een vlakke grond tussen de Appalachen en het Canadees Schild. Het grootste deel van dit bos werd gerooid voor landbouw en houtkap maar de overblijvende stukken zijn grotendeels beschermd.
Terwijl het reliëf van dit laagland vlak en regelmatig is zijn een reeks batholieten onder de naam van Monteregiaanse Heuvels verspreid langsheen een voornamelijk regelmatige lijn langs het gebied. De bekendste zijn Mont Royal en Mont Saint-Hilaire in Montréal. Deze heuvels staan bekend om hun edele mineralen

### Canadese Schild
Grote delen van Ontario en Québec alsmede Nunavut en delen van Manitoba, Saskatchewan en Labrador worden bedekt door een uitgestrekte rotsformatie met de naam Canadees Schild. Het Schild bestaat voornamelijk uit geërodeerd heuvellandschap en beschikt over vele belangrijke rivieren die gebruikt worden in waterkrachtcentrales, vooral in het noorden van Québec en Ontario. Het schild omvat draslandgebieden van het laagland van de Hudsonbaai. Sommige regio's van het schild worden aangeduid als bergketens. Voorbeelden hiervan zijn het Torngatbergketen en de Laurentiden.
Het schild is niet in staat om intensieve landbouw mogelijk te maken, hoewel er in de meeste riviervalleien en rond de talrijke meren degelijke landbouw en kleinschalige zuivelboerderijen bestaan, vooral in de zuidelijke streken. Boreale wouden nemen het grootste deel van het schild in, met een mengeling van coniferen als belangrijke grondstof voor de houtkap. De streek is bekend van zijn grote mineraalbestanden.

### De Canadese vlakten van het binnenland
De Canadese Prairies maken deel uit van de uitgestrekte sedimentaire Great Plains die een groot deel van Alberta en Saskatchewan en het zuidwesten van Manitoba omvatten. De prairies beschrijven in het algemeen de uitbreidingen van (voornamelijk vlak) bebouwbaar landbouwgrond die extensieve graanteelt mogelijk maken in het zuidelijke deel van de provincies. Desondanks zijn sommige gebieden als de Cypress Hills en de Alberta Badlands toch redelijk heuvelachtig. In het westen van Alberta gaan de prairies over in de Foothills van de Rocky Mountains.

### De westelijke Cordillera
De Canadese Cordillera, die deel uitmaakt van de Noord-Amerikaanse Cordillera, strekt zich uit van de Rocky Mountains in het oosten tot aan de Grote Oceaan.
De rivieren de Columbia en de Fraser hebben hun bovenloop in de Canadese Rockies en zijn respectievelijk de op een en twee na grootste rivier die de westkust van Noord-Amerika bevloeien.

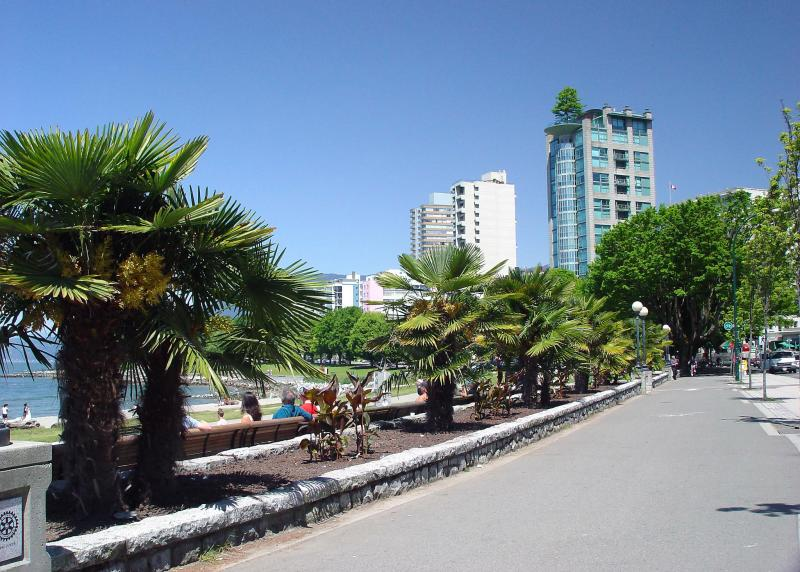
Het gematigde klimaat van Vancouver maakt de groei van verschillende soorten palmbomen mogelijk.

Aangrenzend in het westen van de bergen bevindt zich een groot continentaal plateau die de regio's van het Chilcotin District en Cariboo in het centrale deel van Brits-Columbia (het Fraserplateau en -bekkencomplex) en het Nechakoplateau in het noorden omvatten. De vallei van de Peace River in het noordoosten van Brits-Columbia is het noordelijkste landbouwgebied van Canada. Het droge, gematigde klimaat van de Okanaganvallei in het zuiden van Centraal-Brits-Columbia biedt ideale condities voor fruitteelt en bezit een bloeiende wijnindustrie. Tussen het plateau en de kust ligt een tweede bergketen, de Coast Mountains. De Coast Mountains beschikken over enkele van de grootste ijsvelden van de wereld in een gematigd klimaat.
Aan de zuidkust van Brits-Columbia wordt Vancouvereiland gescheiden van het vasteland door de ononderbroken watermassa's van de Straat van Juan de Fuca, de Straat van Georgia en de Straat van Johnstone. In deze zeestraten liggen een groot aantal eilanden zoals de Gulf Islands. In het noorden liggen de Haida Gwaii aan de Straat van Hecate in de regio van Bella Coola. In tegenstelling tot de plateaugebieden van het binnenland en de riviervalleien is het grootste deel van Brits-Columbia een conifeer woud. De enige gematigde regenwouden in Canada zijn te vinden langs de Pacifische kust in de Coast Mountains, op Vancouvereiland, en op de Haida Gwaii.

### Vulkanen

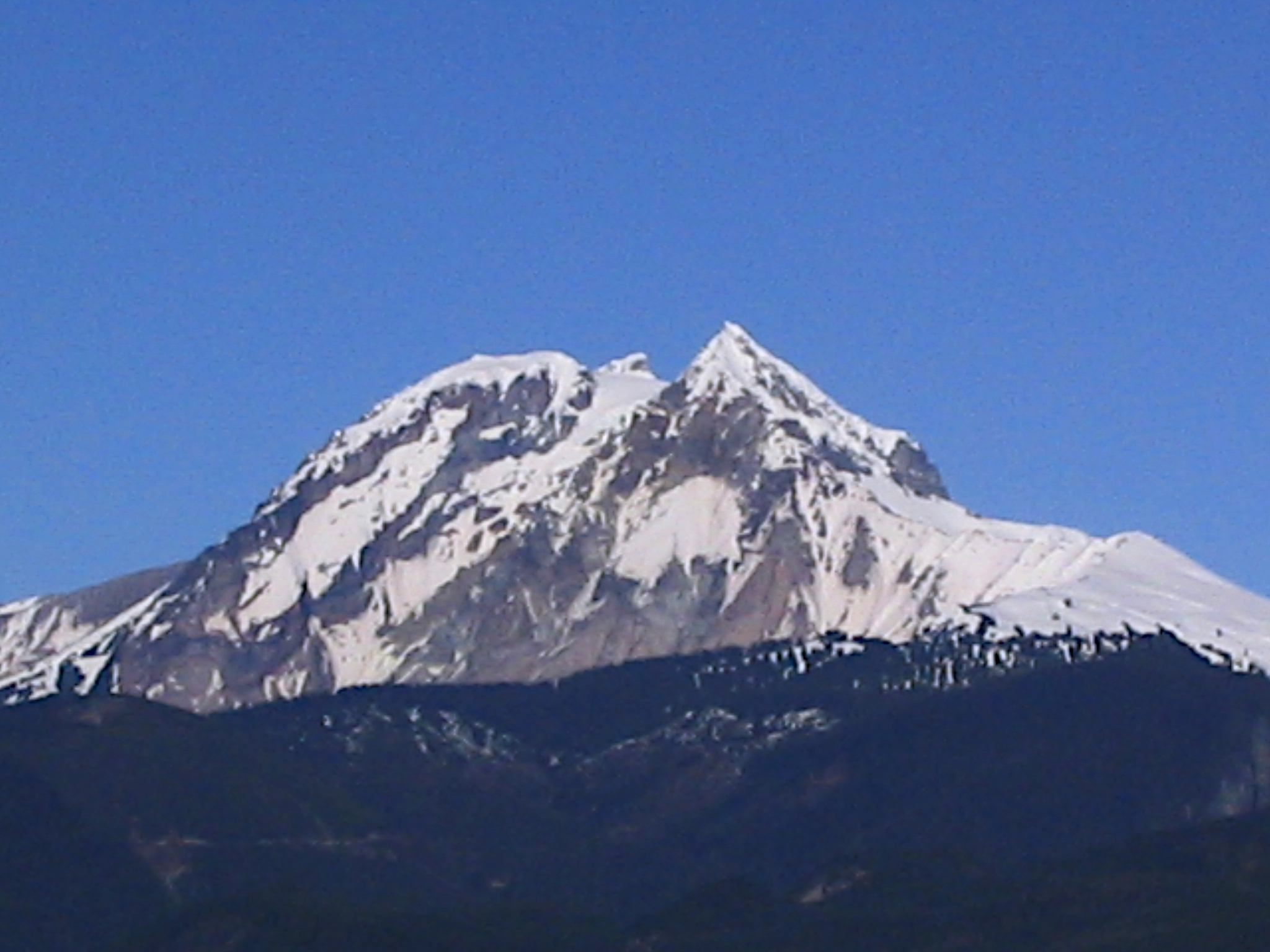
Mount Garibaldi vanuit Squamish in Brits-Columbia

Westelijk Canada heeft vele vulkanen en maakt deel uit van een systeem van vulkanen aan de marges van de Grote Oceaan met de naam Ring van Vuur. Er zijn meer dan 200 jonge vulkanische centra verspreid tussen de Cascade Range en het Canadese territorium Yukon. Ze zijn gegroepeerd in vijf vulkanische gordels met verschillende vulkaantypes en platentektoniek. De Northern Cordilleran Volcanic Province werd gevormd door breuken, barsten, riften, en de interactie tussen de Pacifische Plaat en de Noord-Amerikaanse Plaat. De Garibaldi vulkaangordel is ontstaan door subductie van de Juan de Fucaplaat onder de Noord-Amerikaanse Plaat. De Anahim vulkaangordel werd ontwikkeld als gevolg van de Noord-Amerikaanse Plaat die in westelijke richting over Anahim hotspot. Er wordt verondersteld dat de Chilcotingroep ontstaan is ten gevolge van een terugboogextensie achter de subductiezone van Cascadia. Het vulkaanveld Wrangell (vulkaanveld) vormde zich na een subductie van de Pacifische Plaat onder de Noord-Amerikaanse Plaat aan de oostelijkste zijde van de Aleoetische Trog.
Er vond ook vulkanisme plaats in het Canadees Schild. Het omvat meer dan 150 vulkanische gordels (nu vervormd en geërodeerd tot bijna platte vlakten) die een leeftijd hebben van 600 miljoen tot 2,8 miljard jaar. Veel van de Canadese ertsafzettingen worden in verband gebracht met Precambrische vulkanen. Er zijn kussenlava's in de Northwest Territories die ongeveer 2,6 miljard jaar oud zijn en bewaard zijn in de Cameron River vulkaangordel. De kussenlava's in rotsformaties in het Canadees schild die meer dan 2 miljard jaar oud zijn, tonen aan dat grote oceanische vulkanen bestonden gedurende de beginperiode van de vorming van de aardkorst. Oude vulkanen spelen een belangrijke rol bij het schatten van het mineraalpotentieel van Canada. Veel vulkaangordels beschikken over ertsafzettingen die in relatie gebracht worden met vulkanisme.

### De Canadese poolgebieden
Terwijl het grootste deel van de Canadese poolgebieden bestaat uit eindeloze gebieden permanent ijs en toendra ten noorden van de boomgrens, omvat het geologische regio's van verschillende soorten: de arctische Cordillera (met de British Empire Range) en de United States Range op Ellesmere Island omvat het noordelijkste gebergte in de wereld. De Arctische Laaglanden en de laaglanden van de Hudsonbaai nemen een substantieel deel in van de geografische regio, vaak aangeduid met de naam Canadees Schild (in contrast met het enige geologische gebied). De bodem van het poolgebied bestaat voornamelijk uit permafrost, waardoor bouwen bemoeilijkt wordt en landbouw zo goed als onmogelijk is.
Wanneer het wordt beschreven als alles ten noorden van de boomgrens, neemt het arctische gebied het grootste deel van Nunavut en de noordelijkste delen van Northwest Territories, Yukon, Manitoba, Ontario, Québec en Labrador in.

## Hydrografie
Canada beschikt over een uitgestrekte watervoorraad: de rivieren zijn verantwoordelijk voor ongeveer 9% van 's werelds herbruikbare watervoorraad. Het bevat een kwart van het moerasland in de wereld en het op twee na grootste aantal gletsjers (na Antarctica en Groenland). Als gevolg van de glacialisatie bevinden er zich meer dan twee miljoen meren in Canada: van die welke volledig in Canada liggen zijn er meer dan 31000 die tussen 3 en 100 km² in oppervlakte zijn, terwijl er hiervan 563 groter zijn dan 100 km².

### Stroomgebieden
- De Atlantische waterscheiding bevloeit de Atlantische Provincies volledig (delen van de grens tussen Québec en Labrador liggen op de Atlantische Continental Divide), het grootste deel van het bewoonde deel van Québec en grote delen van het zuiden van Ontario. Het wordt voornamelijk gedraineerd door de economisch belangrijke rivier de Saint Lawrence en haar zijrivieren, met name de Saguenay, de Manicouagan en de Ottawa. De Grote Meren en het Nipigonmeer worden ook bevloeid door de Saint Lawrence. De rivieren de Churchill en de Saint John zijn tevens belangrijke stromen van de Atlantische waterscheiding in Canada.
- De Hudsonbaaiwaterscheiding neemt een derde van Canada voor haar rekening. Ze bevloeit Manitoba, het noorden van Ontario en Québec, het grootste deel van Saskatchewan, het zuiden van Alberta, het zuidwesten van Nunavut en de zuidelijke helft van Baffineiland. Dit stroomgebied is uiterst belangrijk voor de strijd tegen de droogte in de Canadese Prairies en voor de productie van hydro-elektriciteit, voornamelijk dan in Manitoba, het noorden van Ontario en Québec. Belangrijke onderdelen van deze waterscheiding zijn het Winnipegmeer, de rivieren de Nelson, de North Saskatchewan, de South Saskatchewan, de Assiniboine en het Nettillingmeer op Baffineiland. Het Wollastonmeer ligt op de grens tussen de waterscheidingen van de Hudsonbaai en de Noordelijke IJszee en bevloeit tevens beide scheidingen. Het is ook het grootste meer in de wereld dat op natuurlijke wijze in twee richtingen stroomt.
- Het Continental Divide in de Rocky Mountains scheidt de Pacifische waterscheiding in Brits-Columbia en de Yukon van de Arctische en Hudsonbaai waterscheidingen. Deze irrigeert de belangrijke landbouwgebieden van het binnenland van Brits-Columbia (zoals de valleien van de rivieren de Okanogan en de Kootenay) en wordt gebruikt voor de opwekking van hydro-elektriciteit. Significante onderdelen zijn de rivieren de Yukon, de Columbia en de Fraser.
- De noordelijke delen van Alberta, Manitoba en Brits-Columbia, het grootste deel van Northwest Territories en Nunavut, en delen van de Yukon worden bevloeid door de arctische waterscheiding. Deze wordt weinig gebruikt voor hydro-elektriciteit met uitzondering van de rivier de Mackenzie, die de langste rivier in Canada is. De rivieren de Peace, de Athabasca en de Liard, alsook het Great Bear Lake en het Great Slave Lake (de grootste en de op een na grootste meren respectievelijk die volledig ingesloten liggen in Canada) zijn significante onderdelen van de arctische waterscheiding. Elk van deze onderdelen vloeit uiteindelijk samen met de rivier de Mackenzie, waardoor het grootste deel van de arctische waterscheiding bevloeid wordt.
- Het zuidelijkste deel van Alberta vloeit tot in de Golf van Mexico via de rivier de Milk en haar zijrivieren. De Milk ontspringt in de Rocky Mountains in Montana. Vervolgens vloeit ze naar Alberta en keert dan terug naar de Verenigde Staten om uit te monden in de Missouri. Een klein gebied in het zuidwesten van Saskatchewan wordt bevloeid door Battle Creek, een stroom die zich ledigt in de Milk.

## Politieke geografie
Canada wordt onderverdeeld in dertien provincies en territoria. Volgens Statistics Canada is 72% van de bevolking geconcentreerd binnen 150 km van de grens met de Verenigde Staten, 70,0% leeft ten zuiden van de 49e breedtegraad, en meer dan 60% van de bevolking woont rond de Grote Meren en de Saint Lawrence tussen Windsor (Ontario) en de stad Québec. Dat maakt dat de overgrote meerderheid van het Canadese grondgebied een weinig bewoonde wildernis is. Op de prairies liggen enkele grote steden als Winnipeg, Regina, Saskatoon, Edmonton en Calgary met verder vooral kleinere bevolkingscentra terwijl in British Columbia de meeste inwoners in het gebied rond Vancouver en op het zuidelijke deel van Vancouver Island wonen
De bevolkingsdichtheid van Canada is 3,5 inwoners/km², wat tot de laagste van de wereld behoort. Desondanks woont 79,7% van de Canadese bevolking in verstedelijkte gebieden, waar de bevolkingsdichtheid toeneemt.
Canada deelt met de Verenigde Staten 's werelds langste onverdedigde grens met een lengte van 8.893 km; waarvan 2.477 km tussen Canada en Alaska. Het Deense eiland Groenland ligt ten noordoosten van Canada, gescheiden van de Canadese Arctische Eilanden door de Baffinbaai en de Straat Davis. De Franse eilanden Saint-Pierre en Miquelon liggen nabij de zuidelijke kust van Newfoundland in de Saint Lawrencebaai en hebben een maritiem territoriale enclave binnen de exclusieve economische zone van Canada.
De geografische nabijheid van Canada en de Verenigde Staten heeft de twee landen historisch gezien ook op politiek vlak samengebonden. De ingeklemde positie van Canada tussen de Sovjet-Unie (nu Rusland) en de Verenigde Staten was om strategische redenen belangrijk tijdens de Koude Oorlog, aangezien de route over de Noordpool en Canada de snelste was in vogelvlucht tussen de twee landen en de meest rechtstreekse route voor intercontinentale raketten.
Vanaf het einde van de Koude Oorlog was er een toenemende speculatie over het feit dat de Canadese maritieme aanspraken op het Canadese poolgebied steeds belangrijker zullen worden als het ijs voldoende zal smelten om doorvaart door de Noordwestelijke Doorvaart mogelijk te maken. Sinds 2006 intensiveert Canada zijn aanspraken op de zijn noordelijke gebieden en voert het regelmatig militaire patrouilles uit in de poolgebieden.
Op gelijkaardige wijze kan het betwiste en kleine Hanseiland (met Denemarken), in de Straat Nares tussen Ellesmere Island en het noorden van Groenland, een referentiepunt zijn voor algemene aanspraken van de Canadese soevereiniteit in het noorden van Canada.

## Natuurlijke rijkdommen
De overvloed aan natuurlijke rijkdommen in Canada wordt weerspiegeld in hun voortdurend belang in de Canadese economie. Voorbeelden van grote sectoren zijn de visserij, bosbouw, landbouw, petrochemische industrie en mijnbouw.
De visserij heeft in Canada steeds sterk gestaan. De talrijke voorraden aan kabeljauw op de Grand Banks van Newfoundland gaven aanleiding tot de ontwikkeling van deze industrie tijdens de zestiende eeuw. Vandaag zijn deze voorraden bijna uitgeput, maar de bescherming ervan behoort tot de bevoegdheid van de Atlantische Provincies. De tonijnbestanden aan de westkust zijn ook beperkt. De minder uitgedunde (hoewel toch sterk verminderde) zalmpopulatie kan vandaag toch nog een productieve visindustrie in stand houden. Canada claimt 22 km territoriaal zeegebied, een aangrenzende zone van 44 km, een exclusieve economische zone van 370 km en een continentale rif van 370 km of tot het uiteinde van de continentale rand.
Bosbouw is sinds lange tijd een belangrijke sector in Canada. De producten die hieruit vervaardigd worden, vormen zo'n twintig procent van de export. De provincies die het bedrijvigst zijn in de bosbouw zijn Brits-Columbia, Ontario en Québec. Vierenvijftig percent van het landoppervlak van Canada is bedekt met bosgebied. De boreale wouden maken voor zo'n vier vijfde deel uit van alle Canadese bossen.

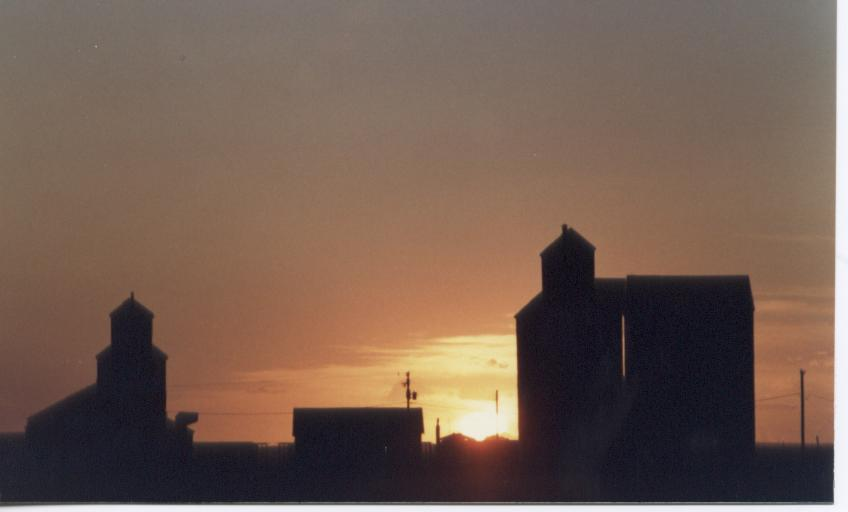
Graansilo's in Alberta

Vijf procent van het Canadese landoppervlak is landbouwgrond. Nergens daar kunnen permanente gewassen groeien. Drie procent van het landoppervlak bestaat uit permanente weilanden. Canada bezit volgens een schatting uit 1993 7 200 km² aan geïrrigeerde grond. De landbouwgebieden bevinden zich voornamelijk in de Canadese Prairies, het Lower Mainland en het inlandse plateau van Brits-Columbia, het stroomgebied van de Saint Lawrence en de Maritieme Provincies. De voornaamste gewassen die in Canada verbouwd worden zijn vlas, haver, tarwe, gerst, mais, suikerbiet en rogge in de prairies. Vlas en mais voornamelijk in het westen van Ontario, haver en aardappels in de Maritieme Provincies in het oosten van Canada. Fruit en groenten groeien vooral in de Annapolis Valley van Nova Scotia, het zuidwesten van Ontario, het Golden Horseshoegebied van Ontario, langsheen de zuidelijke kust van de Georgiaanse baai en in de Okanaganvallei van Brits-Columbia. Runderen en schapen worden gefokt in de valleien van Brits-Columbia. Runderen, schapen en zwijnen worden ook gefokt op de prairies, runderen en zwijnen in het westen van Ontario, schapen en zwijnen in Québec, en schapen in de Maritieme Provincies. Er zijn grote zuivelgebieden in het centrale deel van Nova Scotia, het zuiden van New Brunswick, de vallei van de Saint Lawrence, het noordoosten van Ontario, het zuidwesten van Ontario, de vallei Red River van Manitoba en de valleien van het oosten van Brits-Columbia, op Vancouvereiland en de Lower Mainland.
Fossiele brandstoffen zijn een meer recent verworven grondstof in Canada. Petroleum en aardgas worden gewonnen uit sedimenten in de Sedimentaire Bekken van West-Canada sinds halverwege de twintigste eeuw. Terwijl aardoliesediment in Canada minder talrijk zijn, hebben de technologische ontwikkelingen in de laatste decennia de oliewinning in het teerzand van Alberta doen toenemen. Dit zorgde ervoor dat Canada vandaag de dag over enkele van de grootste oliereserves in de wereld beschikt. De Canadese industrie heeft tevens lange tijd uit grote steenkool- en aardgasvoorraden geput.
De minerale rijkdommen van Canada zijn gevarieerd en uitgebreid. Langs het Canadese Schild en in het noorden zijn er grote voorraden van ijzer, nikkel, koper, zink, goud, lood, molybdeen en uranium. Ook zijn er grote diamantconcentraties gevormd in het arctische gebied, waardoor Canada een van de grootste producenten ter wereld is geworden op het gebied van diamantontginning. In het hele gebied van het Canadese Schild bevinden zich veel mijndorpen die deze mineralen ontginnen. Het grootste en bekendste mijndorp is Sudbury in Ontario. Sudbury is een uitzondering op het conventionele proces van mineraalvorming in het Schild, aangezien er degelijk bewijs voorhanden is dat de Sudburykrater een oude inslagkrater van een meteoriet is. De nabijgelegen, maar minder bekende Magnetische Anomalie van Temagami bezit opmerkelijke gelijkenissen met de Sudburykrater. Het heeft magnetische anomalieën die sterk gelijken op die van de Sudburykrater en dus kan het een tweede metaalrijke inslagkrater zijn. Het Schild beschikt ook over uitgestrekte boreale wouden die belangrijk zijn voor de houtkapindustrie.
De vele rivieren van Canada maken een grootschalige ontwikkeling van hydro-elektrische energie mogelijk. De talrijke dammen die gebouwd werden in Brits-Columbia, Ontario, Québec en Labrador, hebben reeds sinds lange tijd een groene en betrouwbare energiebron kunnen verschaffen.

## Extreme punten

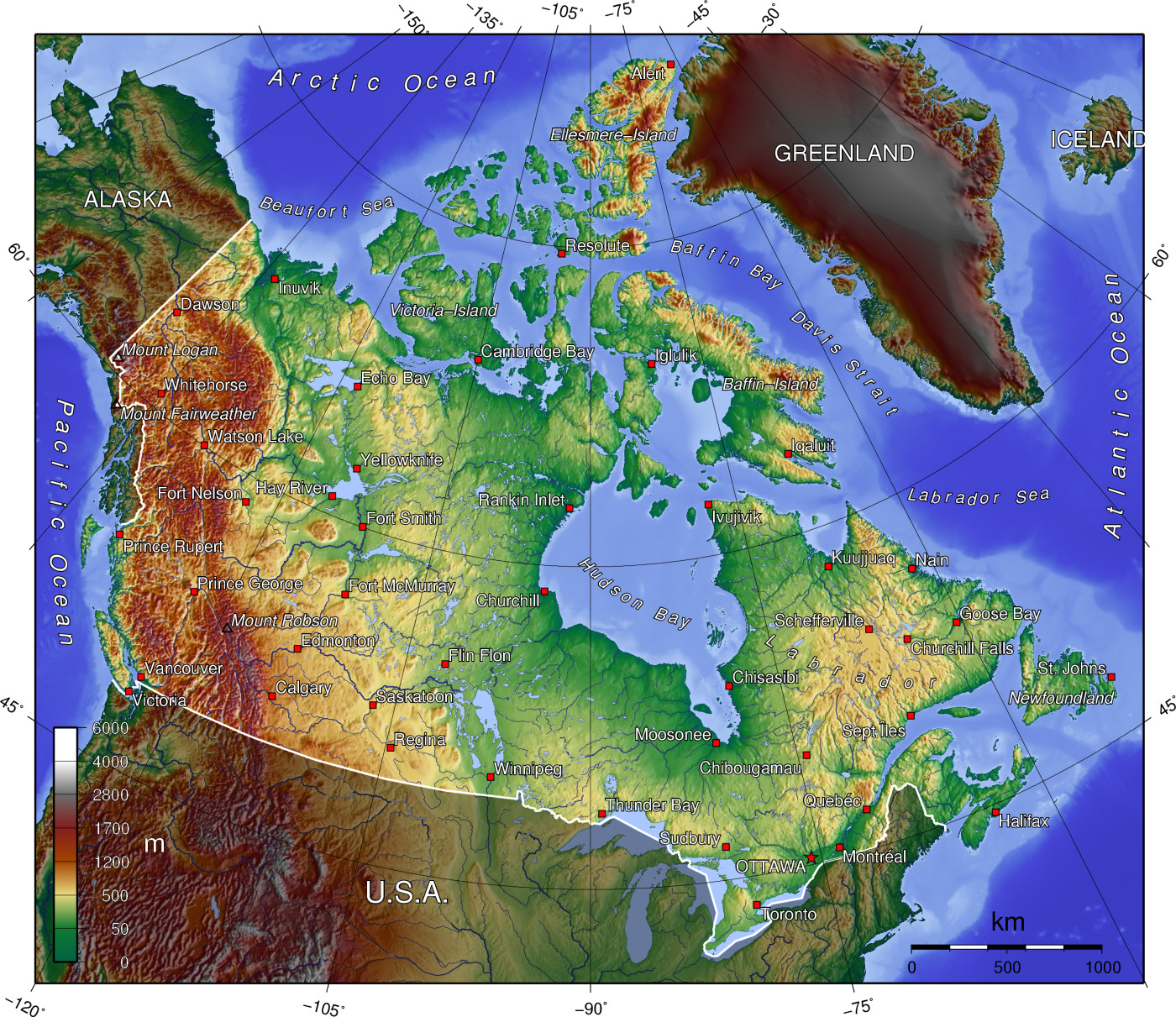
Topografische kaart

Het noordelijkste punt binnen de grenzen van Canada is Kaap Columbia op Ellesmere Island in Nunavut (83°08' N, 74°13'W). Het noordelijkste punt van het Canadese vasteland daarentegen is het Murchisonpromontorium op het schiereiland Boothia in Nunavut (71°58'N).
Het zuidelijkste punt is Middle Island in het Eriemeer in Ontario (41°41'N, 82°40'W). Het zuidelijkste punt in de territoriale wateren ligt net ten zuiden van dit eiland op de grens tussen Ontario en de Amerikaanse staat Ohio (41°40'35"N). Het zuidelijkste punt van het Canadese vasteland daarentegen is Point Pelee in Ontario (41°54'23"N).
Het westelijkste punt is de lange, rechte grens tussen het Canadese territorium Yukon en Alaska (141°00'W).
Het oostelijkste punt is Cape Spear in Newfoundland (47°31'N, 52°37'W). Het oostelijkste punt van het Canadese vasteland en continentaal Noord-Amerika is Cape St. Charles in Labrador (52°13'N, 55°37'W).
Het laagste punt is het zeeniveau op 0 m, terwijl het hoogste punt Mount Logan is op 5959 m.